# Вероника краснолистная
Веро́ника красноли́стная (лат. Veronica rubrifolia) — однолетнее травянистое растение, вид рода Вероника (Veronica) семейства Подорожниковые (Plantaginaceae).

## Распространение и экология
Азия: Иран (горы к западу от Эльбруса до Кухбенана); территория бывшего СССР: Памир (район Сарезского озера), Туркменистан (горы Большой Балхан).
Произрастает на сухих щебнистых склонах, на песках, в горах на высоте до 2000—3000 м над уровнем моря. Входит в состав эфемеровых группировок.

## Ботаническое описание
Растение высотой 1—7 см, часто красноватые, волосистые, в верхней части железистоволосистые. Корни тонкие, слабо развиты.
Стебли большей частью прямостоячие, ветвистые, чаще от основания или от середины с отклонёнными, растопыренными ветвями.
Стеблевые листья очерёдные, только под соцветием и у основания супротивные, длиной 3—7 (до 10) мм, цельнокрайные, иногда нижние редкогородчатые, отличаются от прицветников, черешчатые, яйцевидно-ромбические или продолговатые. Нижние — с черешками, почти равными пластинке, часто краснеющие.
Цветки в многоцветковых, рыхлых, метёльчатых соцветиях; цветоножки длиннее линейных цельно крайних прицветников и чашечки, длиной 4—6 мм, изогнутые под прямым углом и направленные вверх; доли чашечки при плодах длиной 4 мм, продолговатые или яйцевидные, туповатые, железистые, равны или несколько длиннее коробочек, венчик беловатый или бледно-голубой, короче чашечки, с яйцевидными лопастями.
Коробочки обратносердцевидные, с острой выемкой, плоские, с яйцевидными, по краю скудно железистоволосистыми лопастями. Семена по три в гнезде, изогнутые, полугрушевидные, сначала лимонно-жёлтые, потом темнеющие, голые, гладкие, длиной 1—1,5 мм, шириной 0,5—1,25 мм.

## Классификация

### Представители
В рамках вида выделяют несколько подвидов:
- Veronica rubrifolia subsp. respectatissima M. A. Fisch.
- Veronica rubrifolia subsp. rubrifolia

### Таксономия
Вид Вероника краснолистная входит в род Вероника (Veronica) семейства Подорожниковые (Plantaginaceae) порядка Ясноткоцветные (Lamiales).
|  |                                      |  |                                                             |                                                             |                          |  | ещё 21 семейство (согласно Системе APG II) | ещё 21 семейство (согласно Системе APG II) |                            |  |  |  | ещё от 300 до 500 видов |
|  |                                      |  |                                                             |                                                             |                          |  | ещё 21 семейство (согласно Системе APG II) | ещё 21 семейство (согласно Системе APG II) |                            |  |  |  | ещё от 300 до 500 видов |
|  |                                      |  |                                                             | порядок Ясноткоцветные                                      |                          |  |                                            |                                            | род Вероника               |  |  |  |                         |
|  |                                      |  |                                                             | порядок Ясноткоцветные                                      |                          |  |                                            |                                            | род Вероника               |  |  |  |                         |
|  | отдел Цветковые, или Покрытосеменные |  |                                                             |                                                             | семейство Подорожниковые |  |                                            |                                            | вид Вероника краснолистная |  |  |  |                         |
|  | отдел Цветковые, или Покрытосеменные |  |                                                             |                                                             | семейство Подорожниковые |  |                                            |                                            |                            |  |  |  |                         |
|  |                                      |  | ещё 44 порядка цветковых растений (согласно Системе APG II) | ещё 44 порядка цветковых растений (согласно Системе APG II) |                          |  |                                            | ещё 90 родов                               | ещё 90 родов               |  |  |  |                         |
|  |                                      |  |                                                             | ещё 44 порядка цветковых растений (согласно Системе APG II) |                          |  |                                            |                                            | ещё 90 родов               |  |  |  |                         |